# Feeali
Feeali is een van de bewoonde eilanden van het Faafu-atol behorende tot de Maldiven.

## Demografie
Feeali telt (stand september 2006) 494 vrouwen en 471 mannen.